# Euechinoidea
La subclase Euechinoidea abarca prácticamente todas las especies existentes de erizos de mar, así como formas fósiles que se remontan al Triásico.  

## Taxonomía
Órdenes de Euechinoidea según el Registro Mundial de Especies Marinas :
- Infraclase Acroechinoidea
  - Orden Aspidodiadematoida
  - Orden Diadematoida
  - Orden Micropygoida
  - Orden Pedinoida
- Infraclase Carinacea
  - Superorden Calycina
    - Orden Phymosomatoida †
    - Orden Salenioida

  - Superorden Echinacea
    - Orden Arbacioida
    - Orden Camarodonta
    - Orden Stomopneustoida
- Orden Echinothurioida
- Infraclase Irregularia
  - Superorden Atelostomata
    - Orden holasteroida
    - Orden Spatangoida

  - Orden Echinoneoida
  - Orden Holectypoida †
  - Superorden Neognathostomata
    - Orden Cassiduloida
    - Orden Clypeasteroida
    - Orden Echinolampadoida
    - Orden Nucleolitidae †

## Galería de imágenes

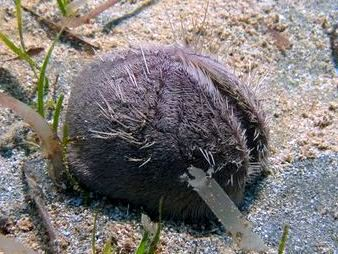
Spatangus purpureus
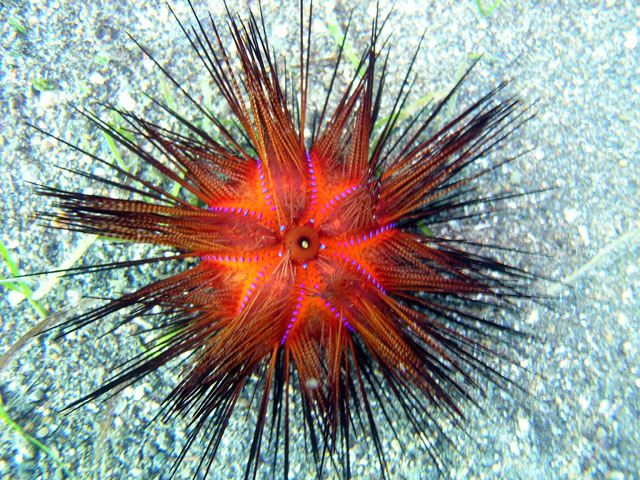
Astropyga radiata
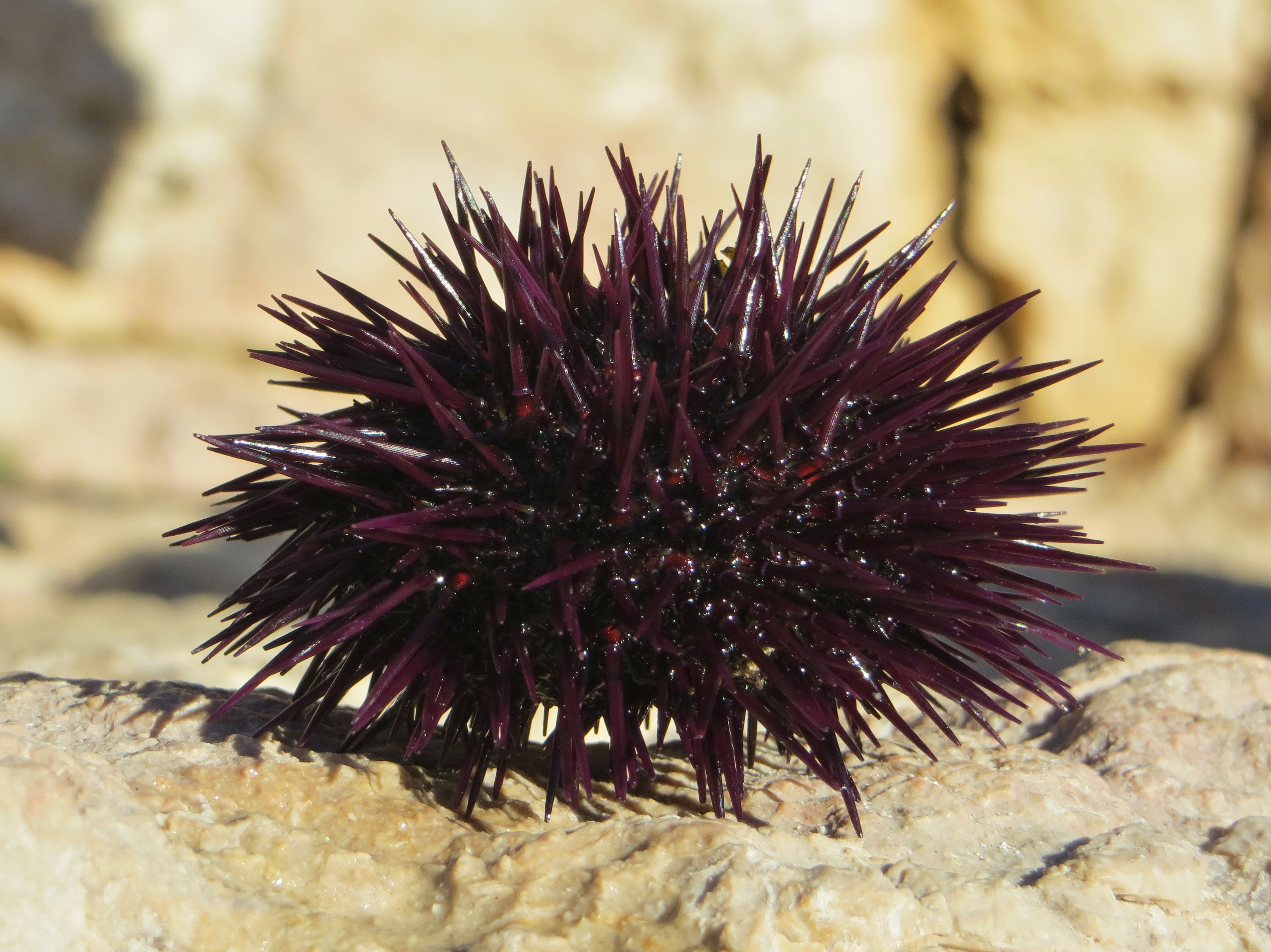
Paracentrotus lividus
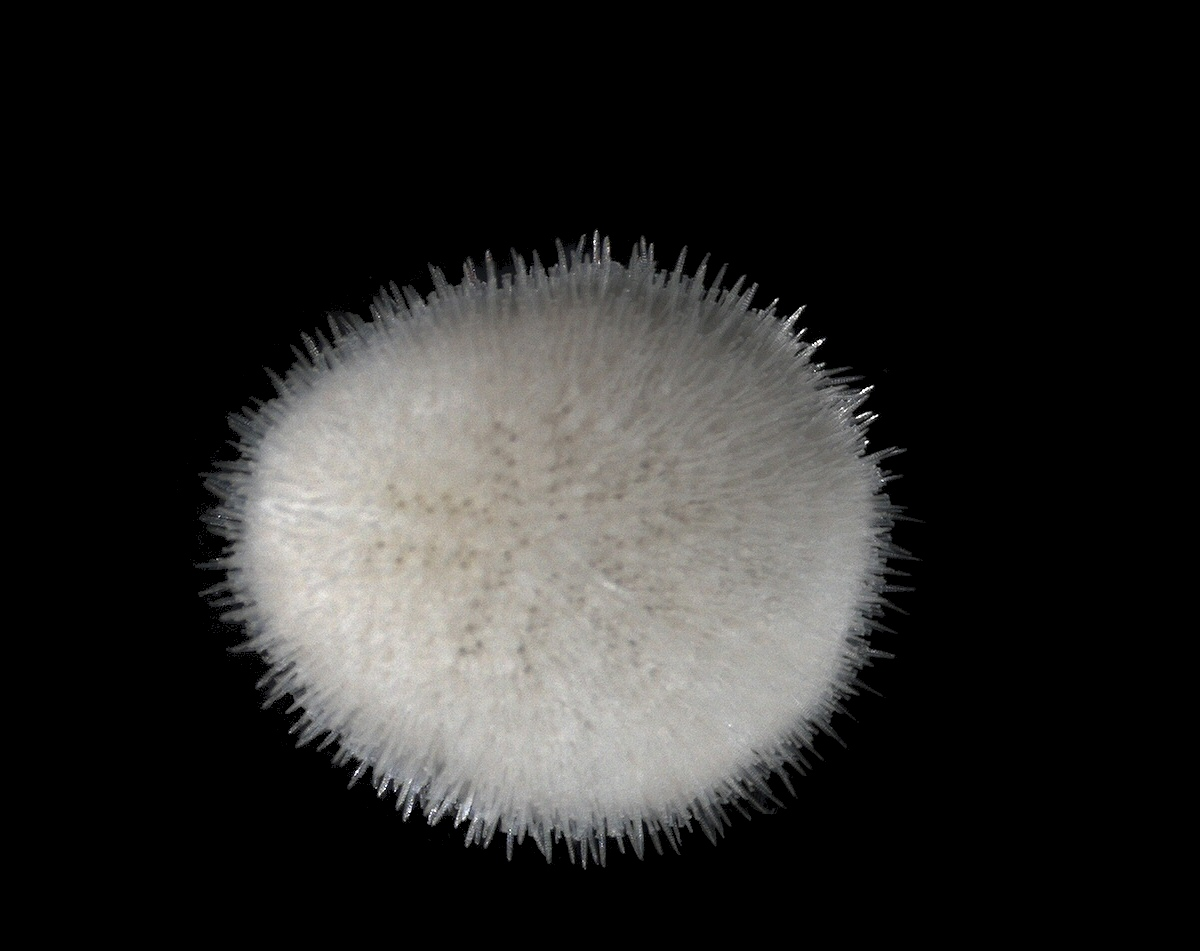
Echinocyamus pusillus
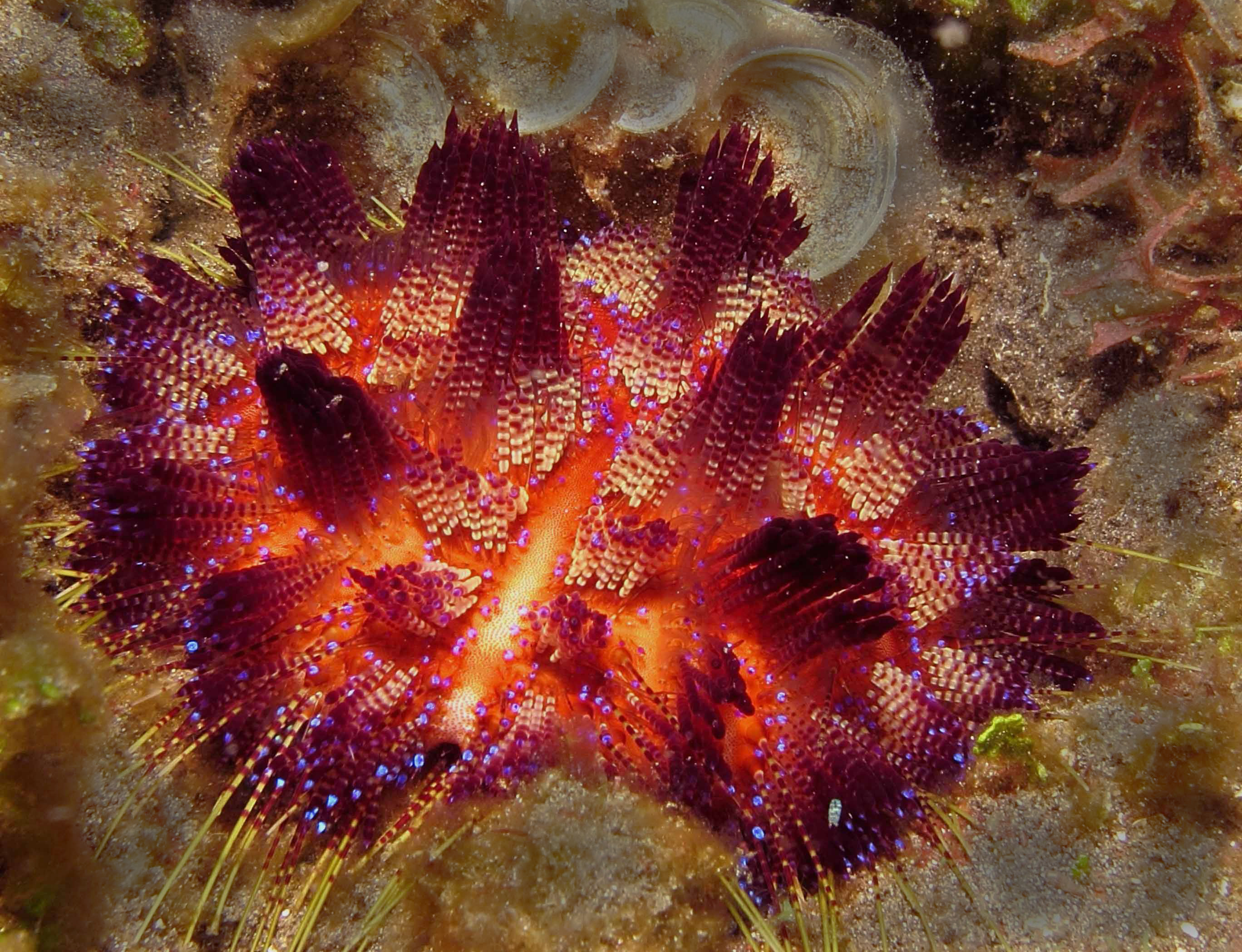
Astenosoma varium